# Pseudopartona ornata
Pseudopartona ornata là một loài nhện trong họ Salticidae.
Loài này thuộc chi Pseudopartona. Pseudopartona ornata được Lodovico di Caporiacco miêu tả năm 1954.